# شامب إدموندز
شامب إدموندز هو سياسي أمريكي، ولد في 9 سبتمبر 1963 في سمتر في الولايات المتحدة. نشط حزبياً في الحزب الجمهوري. وقد انتخب عضو مجلس نواب مونتانا ‏.

## وصلات خارجية
- الموقع الرسمي